# Arnaldo Mesa
Arnaldo Mesa Bonell (Frank País, Cuba, 6 de diciembre de 1967 - Holguín, Cuba, 17 de diciembre de 2012) fue un deportista olímpico cubano que compitió en boxeo, en la categoría de peso gallo que consiguió la medalla de plata en los Juegos Olímpicos de Atlanta 1996.
Falleció a los 45 años de un paro cardíaco.

## Palmarés internacional
| Juegos Olímpicos | Juegos Olímpicos         | Juegos Olímpicos | Juegos Olímpicos |
| Año              | Lugar                    | Medalla          | Prueba           |
| ---------------- | ------------------------ | ---------------- | ---------------- |
| 1996             | Atlanta (Estados Unidos) | Medalla de plata | Peso gallo       |